# Birma-Sternschildkröte
Die Birma-Sternschildkröte (Geochelone platynota), auch Burma-Landschildkröte genannt, ist eine Landschildkrötenart aus Myanmar. Der lokale Name Kye Leik („Sternschildkröte“) kommt von dem auffälligen Muster auf ihrem Panzer. Synonyme sind Testudo platynota, Peltastes platynotus und Geochelone elegans platynota.

## Merkmale
Mit bis zu 46 Zentimetern Carapaxlänge ist die Birma-Sternschildkröte eine mittelgroße Schildkrötenart. Männchen sind kleiner als Weibchen und werden nur bis zu 25 Zentimeter lang. Der Rückenpanzer ist gewölbt, aber zum Rücken hin abgeflacht und weist am Hals eine leichte Einkerbung auf. Der erste Wirbelschild ist länger als breit, die folgenden vier sind breiter als lang. Üblicherweise befinden sich auf jeder Seite elf Randschilde; der ungeteilte Schwanzschild biegt sich nach unten. Der Rückenpanzer ist hellbraun bis schwarz; von dem hellgelben Zentrum jedes Wirbel- und Seitenschildes gehen jeweils sechs oder weniger Streifen aus und jeder Randschild zeigt zwei hellgelbe Streifen, die ein V bilden. Der Bauchpanzer ist vorne und hinten eingekerbt. Kopf, Gliedmaßen und Schwanz sind gelblich; die Vorderseite der vorderen Gliedmaßen ist von abgerundeten Schuppen bedeckt. Männchen haben längere und dickere Schwänze als Weibchen.

## Lebensweise
Die Birma-Sternschildkröte ernährt sich von Gräsern, Samen, heruntergefallenen Blüten (z. B. von Dolichandrone spathacea, Millettia brandisiana und Markhamia stipulata), Blättern (z. B. von Commelina benghalensis, Terminalia oliveri, Cyanotis axillaris und Allium-Arten), Früchten (z. B. von Kassien und Olax scandens), Moosen, Pilzen, Schnecken (z. B. Valvata helicoidea), Insekten, Tausendfüßern, Regenwürmern und Aas. Manchmal werden auch kleine Steine geschluckt und wieder ausgeschieden, möglicherweise zur Erleichterung der Verdauung.
Die Paarung findet zwischen Juni und September statt, die Eiablage während der Trockenzeit von Oktober bis Februar. Direkt vor der Paarung folgt das Männchen dem Weibchen für etwa eine halbe Stunde; während der Paarung geben Männchen vernehmbare Lautäußerungen von sich. Ein Weibchen legt pro Saison ein bis sechs Gelege mit einem bis elf (durchschnittlich 4,4) Eiern von jeweils etwa 40 × 55 Millimeter Größe in ein flaches Loch. Mit der Carapaxlänge des Weibchens wächst tendenziell auch die Gelegegröße. Die Inkubation dauert 172 bis 251 Tage, sodass das Schlüpfen mit dem Beginn der Regenzeit zwischen Mai und Juli zusammenfällt. Die Birma-Sternschildkröte zeigt eine temperaturabhängige Geschlechtsdetermination: Das Geschlecht der schlüpfenden Schildkröten wird durch die Temperatur während der Inkubation bestimmt, wobei ein ausgeglichenes Geschlechterverhältnis bei etwa 30 °C erreicht wird; bei niedrigeren Temperaturen schlüpfen mehr Männchen, bei höheren mehr Weibchen. Die Geschlechtsreife tritt mit etwa sechs bis acht Jahren ein, wobei die Generationslänge auf 18 Jahre geschätzt wird. Birma-Sternschildkröten können über 50 Jahre und möglicherweise bis zu 120 Jahre alt werden.
An Parasiten ist von wildlebenden Birma-Sternschildkröten nur die Zeckenart Amblyomma clypeolatum bekannt. Ratten stellen eine große Gefahr für die Schlüpflinge dar, freilaufende Haushunde auch für ältere Tiere.

## Verbreitung und Lebensraum
Die Birma-Sternschildkröte kommt im zentralen Myanmar auf 50 bis 500 Metern Höhe über dem Meeresspiegel vor. Sie lebt in semiariden, xerophytischen Lebensräumen wie trockenen (Dorn-)Strauchgebieten und offenen, trockenen Laubwäldern, aber auch auf Weideland, in Hecken und auf landwirtschaftlich genutzten Feldern. Der Aktionsraum der Männchen ist etwas größer als bei den Weibchen. Während kalter und trockener Perioden lässt die Aktivität nach. Die Birma-Sternschildkröte kommt sympatrisch mit der Gelbkopfschildkröte und möglicherweise auch mit der Braunen Landschildkröte vor.

## Gefährdung
Historisch wurde ihr überwiegend zu Subsistenzzwecken nachgestellt, da die Birma-Sternschildkröte im ländlichen Myanmar verzehrt wird oder wurde. Möglicherweise verschwand sie dadurch schon während der letzten tausend Jahre aus vielen Gebieten der Trockenzone. In den 1860er Jahren wurde berichtet, dass sie mithilfe von Hunden und Feuer gejagt wurde und Exemplare schwer zu bekommen waren, da sie so gerne verspeist wurde. In den 1980er Jahren war die Birma-Sternschildkröte schon sehr selten. In Myaleik Taung glaubte und glaubt die lokale Bevölkerung, dass Nats in den nahegelegenen Bergen über die Schildkröten wachten und für Störungen übernatürliche Vergeltung übten.
Mitte der 1990er Jahre stieg die Nachfrage auf südchinesischen Wildtiermärkten stark an und die letzten Bestände in Schutzgebieten wurden illegalerweise durch kommerzielle Sammler von außerhalb dezimiert und aus dem Land geschmuggelt, bis die Birma-Sternschildkröte um 2000 in freier Wildbahn ausgestorben war. Ab 2013 konnten jedoch etwa 2100 subadulte Tiere in zwei Schutzgebieten wiederangesiedelt werden, nachdem ein erster Versuch 2007 aufgrund Wilderei fehlgeschlagen war, und 2017 wurden 51 Schlüpflinge in Freiheit verzeichnet. Die freigelassenen Tiere wurden mit Tätowierungen einer Identifikationsnummer und buddhistischer Ikonographie sowie Mikrochips und Kerben in den Randschilden gekennzeichnet und teilweise mit Radiotransmittern ausgestattet. Außerdem wurden in Myanmar 2017 etwa 14.000 Exemplare in Gefangenschaft gehalten. Dennoch ist die Birma-Sternschildkröte vom Aussterben bedroht (critically endangered). In Myanmar darf sie zu Subsistenz-, aber nicht zu kommerziellen Zwecken gesammelt und auch nicht gehandelt werden; das Land unterzeichnete 1997 auch das Washingtoner Artenschutzübereinkommen, welches die Birma-Sternschildkröte inzwischen unter Anhang I auflistet.
Die Jungtiere werden auch international als Haustiere gehandelt, während große ausgewachsene Tiere auf Lebensmittel- und Medizinmärkten landen. Außerdem wird die Birma-Sternschildkröte durch Habitatdegradation und -fragmentierung infolge der Umwandlung in Reihenkultur-Agrarflächen, illegaler Holzfällerei und Bambusernte sowie bisweilen auch durch Lauffeuer bedroht.

## Haltung

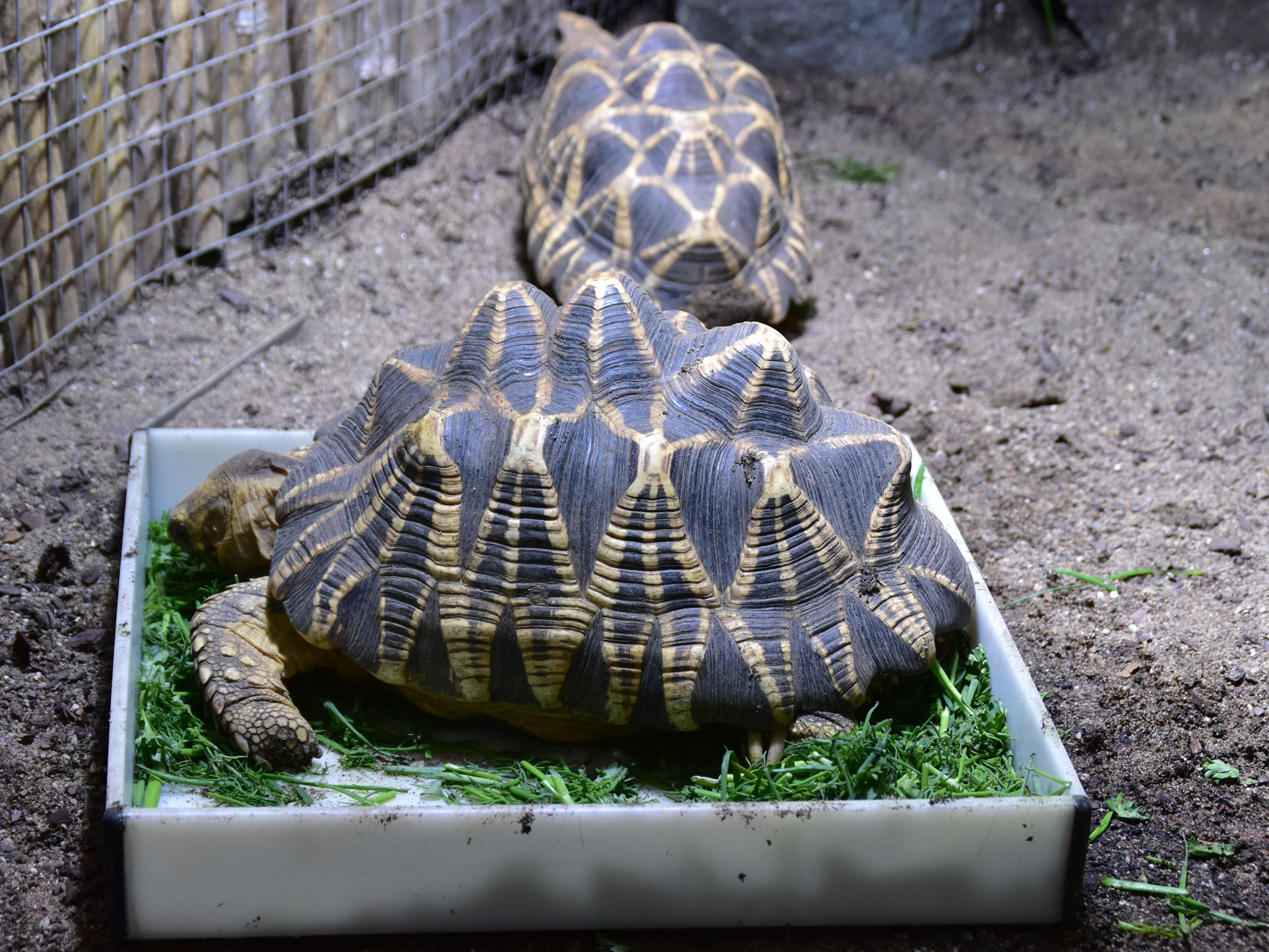
Birma-Sternschildkröten im Kölner Zoo (2018)

Die Birma-Sternschildkröte pflanzt sich bei geeigneter Unterbringung und angemessener Fütterung auch in Gefangenschaft bereitwillig fort. Zuchtkolonien werden in Myanmar in verschiedenen Zoos und Wildtierschutzgebieten gehalten. Außerdem züchtet eine kommerzielle Einrichtung in japanischem Besitz in Bagan Birma-Sternschildkröten für den Export und muss dabei eine gewissen Prozentzahl des Nachwuchses an Schutzprojekte abgeben.
In Myanmar werden die Tiere unter halbnatürlichen Bedingungen in geräumigen Außenanlagen gehalten und mit vor Ort gesammelten Süßgräsern, Prunkwinden, Malvengewächsen, Blättern von Bananenstauden und Flaschenkürbissen, Feigenkakteen sowie diversen Früchten bzw. Gemüsesorten wie Karotten, Gurken, Tomaten, Flaschenkürbissen, Cantaloupe-Melonen, Papayas und Wassermelonen gefüttert. Paarungen kommen das ganze Jahr über vor, Eiablagen von September bis Mai. Die Nester werden mit Holzlatten markiert und die Eier in situ ausgebrütet, da künstliche Inkubationsversuche nur teilweise erfolgreich verliefen. Aufgrund der Gefahr von Diebstählen werden die Schildkröten nachts in kleine geschlossene Räume gebracht und streng bewacht.
Allgemein brauchen die Schlüpflinge eine feuchte Umgebung, ansonsten können Verformungen der Hornschilde auftreten. Ebenso wie andere Schildkrötenarten ist die Birma-Sternschildkröte anfällig für Atemwegserkrankungen bei Auskühlung. Dehydratation kann zu Harnsteinen führen. An Infektionen mit dem Ranavirus können Birma-Sternschildkröten sterben.

## Forschungsgeschichte

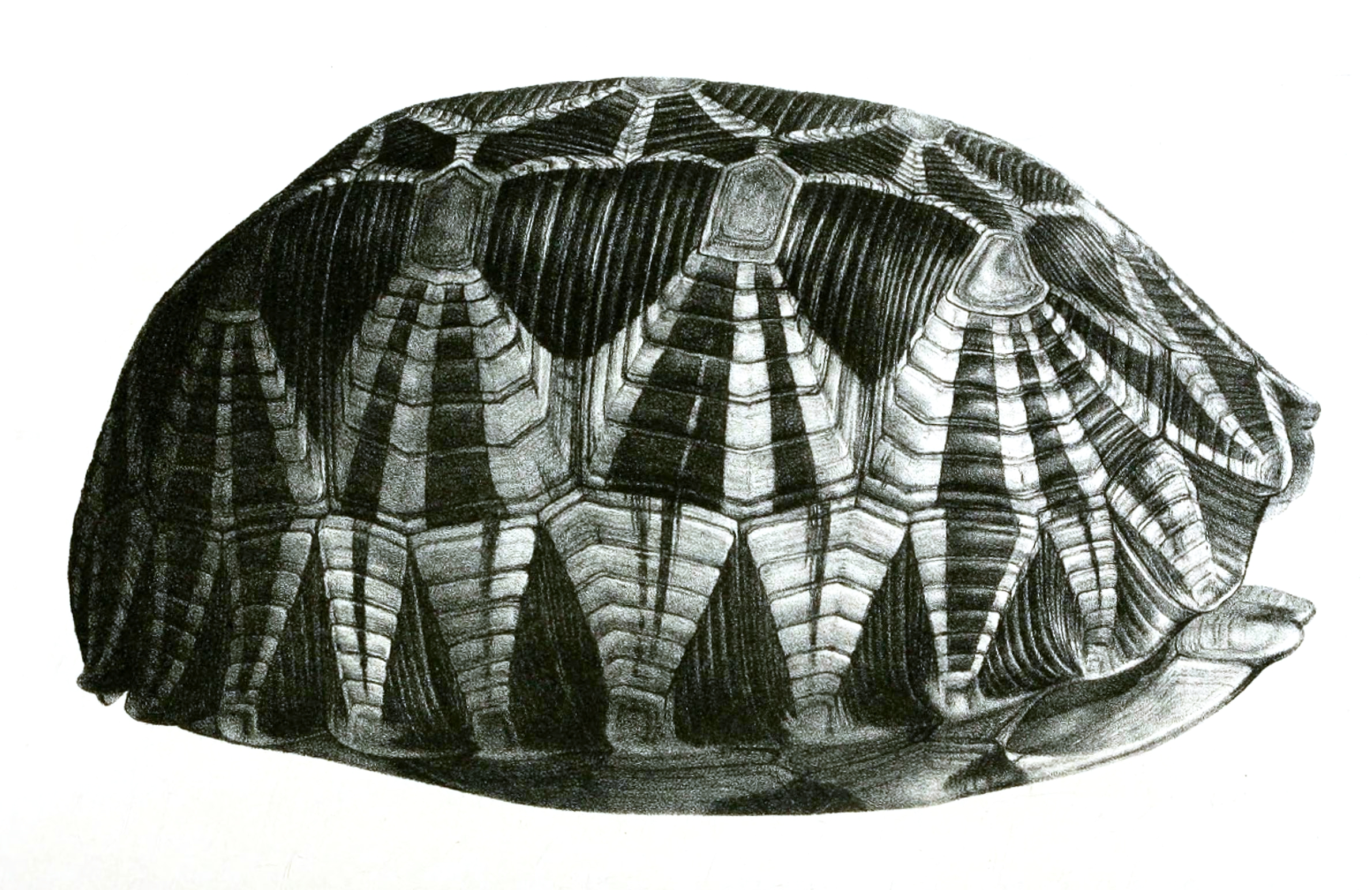
Zeichnung des Panzers einer Birma-Sternschildkröte (1870)

Erstbeschrieben wurde die Birma-Sternschildkröte 1863 von Edward Blyth als Testudo platynota. 1957 wurde die Gattung Testudo auf die paläarktischen Landschildkröten beschränkt und die Birma-Sternschildkröte in die Gattung Geochelone gestellt. 1986 wurde sie unbegründet als Unterart Geochelone elegans platynota der Indischen Sternschildkröte erachtet. Seit 2006 gilt die Gattung Geochelone als polyphyletisch, wobei die Birma-Sternschildkröte zusammen mit der Indischen Sternschildkröte und der Spornschildkröte in eine Klade gestellt wurde.